# Oligodon everetti
Oligodon everetti är en ormart som beskrevs av Boulenger 1893. Oligodon everetti ingår i släktet Oligodon och familjen snokar. Inga underarter finns listade i Catalogue of Life.
Arten förekommer på norra Borneo. Den lever i låglandet och i bergstrakter upp till 1000 meter över havet. Individerna vistas på marken och de har främst ödlor och deras ägg som föda. Honor lägger ägg.
I begränsade områden hotas beståndet av skogsavverkningar. IUCN kategoriserar arten globalt som livskraftig.